# T.O.S (Terminate on Sight)
T.O.S is het tweede album van Amerikaanse rapgroep G-Unit, bestaande uit rappers 50 Cent, Lloyd Banks en Tony Yayo.
Het album kwam uit op 1 juli 2008 en presteerde matig. In de Verenigde Staten werd het album in de eerste week iets meer dan 100.000 keer verkocht en kwam daarmee op nummer 4 in de Billboard 200. Deze resultaten zijn minder vergeleken met Beg for Mercy, waarvan in 2003 in de eerste week 377.000 exemplaren werden verkocht en dat nieuw binnenkwam op nummer 2 in de Billboard 200.

## Achtergrond
Hoewel op 7 april 2008 duidelijk werd dat Young Buck niet meer deel van G-Unit uitmaakte, is Young Buck nog steeds op vier van de zestien tracks te horen. 50 Cent liet weten dat hij op het album nieuwe producers een kans wilde geven. De eerste singles waren "I Like the Way She Do It" en "Rider Pt. 2". Beide presteerden ze matig in de Amerikaanse en internationale hitlijsten.
T.O.S stond eerst gepland voor 24 juni 2008, gelijk met LAX van The Game en "Brass Knuckles" van Nelly, maar alle drie werden ze uitgesteld. T.O.S werd verplaatst naar 1 juli, op dezelfde datum dat het titelloze album van Nas uitkwam en I'm Blessed van Busta Rhymes. Deze laatste twee werden toch weer uitgesteld en T.O.S was uiteindelijk het enige grote hiphopalbum dat op 1 juli uitkwam.

## Tracklist
| Nr. | Titel                           | Producer(s)                                   | Gast(en)   | Duur |
| --- | ------------------------------- | --------------------------------------------- | ---------- | ---- |
| 1   | "Straight Outta Southside"      | Ron Browz                                     |            | 2:36 |
| 2   | "Piano Man"                     | Tha Bizness                                   | Young Buck | 3:21 |
| 3   | "Close to Me"                   | Dangerous L.L.C.                              |            | 4:18 |
| 4   | "Rider Pt. 2"                   | Rick Rock                                     | Young Buck | 2:48 |
| 5   | "Casualties of War"             | Ky Miller                                     |            | 3:19 |
| 6   | "You So Tough"                  | Ky Miller                                     |            | 3:46 |
| 7   | "No Days Off"                   | Dual Output                                   |            | 3:54 |
| 8   | "T.O.S."                        | Ty Fyffe                                      |            | 4:11 |
| 9   | "I Like the Way She Do It"      | Stereo                                        | Young Buck | 3:52 |
| 10  | "Kitty Kat"                     | Polow Da Don                                  |            | 3:48 |
| 11  | "The Party Ain't Over"          | Tha Bizness                                   | Young Buck | 3:30 |
| 12  | "Let It Go"                     | Don Cannon                                    | Mavado     | 3:06 |
| 13  | "Get Down"                      | Swizz Beatz                                   |            | 3:47 |
| 14  | "I Don't Wanna Talk about It"   | Jesse Corparal Wilson & Reginald "Regg" Smith |            | 4:34 |
| 15  | "Ready or Not"                  | Jake One                                      |            | 3:38 |
| 16  | "Money Make the World Go Round" | Ron Browz                                     |            | 4:14 |

## Hitlijsten
| Hitlijst                        | Hoogste positie |
| ------------------------------- | --------------- |
| Australische Album Top 50       | 36              |
| Belgische Album Top 50          | 46              |
| Engelse Albums Top 75           | 39              |
| Franse Album Top 150            | 61              |
| Ierse Album Top 75              | 35              |
| Nederlandse Album Top 100       | 65              |
| Nieuw-Zeeland Album Top 40      | 37              |
| Oostenrijkse Album Top 75       | 44              |
| United World Chart              | 6               |
| Amerik. Billboard Album Top 100 | 4               |
| Zwitserse Album Top 100         | 25              |